# Patricia Haines
Patricia Haines (Sheffield, West Riding of Yorkshire, Egyesült Királyság, 1932. február 3. – Northampton, Northamptonshire, 1977. február 25.) brit színésznő, Michael Caine első felesége, jelentősebb szerepeit brit televíziós sorozatokban alakította.

## Élete

### Színészi pályája
Színpadi pályáját 1953-ban kezdte, számos drámai és vígjátékszerepet játszott vidéki városi színházakban. Színpadi szerepei mellett 1959-től kezdve főleg televíziós sorozatokban szerepelt, feltűnt a Dixon of Dock Green és a Bosszúállók több korai epizódjában, továbbá a Danger Man, a Public Eye, Az Angyal és a Szellemes nyomozók sorozatokban. Az Up Pompeii! vígjátéksorozat Jamus Bondus epizódjában, Pussius Galoria szerepében volt látható, humorosan utalva a James Bond-film Pussy Galore karakterére. 
Mozifilmes szerepei közül említendő a The Shakedown (1959), a The Night Caller című fantasztikus horrorfilm (1965) és a Ray Austin által rendezett Virgin Witch okkult horrorfilm (1972).

### Magánélete
1953-ban a suffolki Lowesoft-ban, az Arcadia Színházban (East Coast Cinema, London) megismerkedett a húszéves Michael Caine-nel (született Maurice Micklewhite), aki ekkor még Michael Scott, aztán Michael White művésznéven szerepelt a színpadon. 1954. április 3-án a lothinglandi anyakönyvi hivatalban összeházasodtak, majd Londonba költöztek. Egy leányuk született, Dominique Micklewhite. Caine későbbi írásaiban első házasságának éveiről úgy írt, mint ami „inkább tisztítótűz volt, semmint paradicsom”. 1962-ben elváltak. Egy évvel később, 1963-ban Haines feleségül ment Bernard Kay (1928–2014) jónevű angol színészhez.
Az 1970-es évek elején tüdőrákot diagnosztizáltak nála. Betegsége miatt 1975-ben fel kellett adnia a szereplést. 1977. február 25-én, 45 éves korában Northamptonban elhunyt.

## Főbb filmszerepei
- 1959: Garry Halliday, tévésorozat, repülőtéri bemondó
- 1961: Magnolia Street, tévésorozat, Jessie Edelman / Jessie Wright
- 1962: Dixon of Dock Green, tévésorozat, Cathy Speed
- 1965: Public Eye, tévésorozat, Judith Spanier
- 1965: Danger Man, tévésorozat, Nora Cazalet / Lady Blanchard
- 1965: The Night Caller from Outer Space, Ann Barlow
- 1963–1967: Bosszúállók (The Avengers), tévésorozat, Lola / Emma Peel / Holly Trent
- 1969: Az Angyal kalandjai (The Saint), tévésorozat, Kay Collingwood
- 1969: Különleges ügyosztály (Department S), tévésorozat, Veronica Bray
- 1970: Szellemes nyomozók (Randall and Hopkirk Deceased), tévésorozat, Martha
- 1970: Up Pompeii!, tévésorozat, Pussus Galoria
- 1973: Crown Court, tévésorozat, Adelaide Vincent
- 1974: Special Branch, tévésorozat, Mrs. Lane
- 1975: Murder, tévésorozat, Mrs. Brown

## További információ
- Patricia Haines az Internetes Szinkronadatbázisban (magyarul)
- Patricia Haines az Internet Movie Database-ben (angolul)
- Patricia Haines a Rotten Tomatoeson (angolul)
- Patricia Haines az AlloCiné weboldalán (franciául)
- Patricia Haines Profile. Famousfix.com. (Hozzáférés: 2023. január 18.)